# Rafael Tamarit
Rafael Tamarit Torremocha (6 de abril de 1952) es un solista español de la Orquesta Nacional de España, y ha sido profesor del Conservatorio Provincial de Música de Guadalajara.

## Biografía
Estudió en el Ateneo Musical de Cullera y en los Conservatorios de Valencia y Madrid.
Es profesor titular de la ONE, miembro fundador del Quinteto Aubade y del LIM, manteniendo una intensa actividad camerística con diversos grupos instrumentales.
- Datos: Q6098010